# Diocesi di Segna
La diocesi di Segna (in latino Dioecesis Seniensis) è una sede della Chiesa cattolica, attualmente parte della diocesi di Gospić-Segna.

## Storia
Antiche sono le origini della diocesi di Segna. La prima menzione di un episcopato seniense risale agli inizi del V secolo, quando papa Innocenzo I (401-417) scrive al vescovo Lorenzo circa l'eresia di Fotino di Sirmio. Potrebbe appartenere a questa sede anche Massimino che, secondo un codice carolingio dell'VIII secolo, avrebbe partecipato al concilio di Calcedonia del 451.
Della diocesi poi non si conosce più nulla fino al 1169; il 3 gennaio di quell'anno papa Alessandro III scriveva al vescovo Mireo per sollecitarlo a sottomettersi, come i suoi predecessori (quemadmodum praedecessores tui), al metropolita di Spalato. Questa lettera è chiaro indizio che la diocesi esisteva da tempo e che era suffraganea dell'arcidiocesi di Spalato; questa condizione fu nuovamente sancita dal sinodo di Spalato del 1185, che determinò anche i confini della diocesi.
Nel 1460 cedette una porzione del suo territorio a vantaggio dell'erezione della diocesi di Otočac, che già il 13 settembre 1513 fu unita alla diocesi di Segna. Tuttavia l'unione non ebbe effetto, finché nel 1534 la diocesi non fu soppressa e il territorio incorporato nella diocesi di Segna.
Nel 1624 il vescovo Giovanni Battista Agatich indisse un sinodo a Bribir, in cui fu deciso di dare alle stampe i libri liturgici glagolitici.
Nel 1630 papa Urbano VIII unì la diocesi di Modruš per aequalitatem jurium con quella di Segna.
Nel 1683 il vescovo Hyacinthus Dimitri tenne un nuovo sinodo a Bribir.
Nel XVII secolo le diocesi entrarono a far parte della provincia ecclesiastica dell'arcidiocesi di Esztergom.
Nella prima metà del XVIII secolo divennero suffraganee dell'arcidiocesi di Kalocsa e dall'8 marzo 1788 suffraganee dell'arcidiocesi di Lubiana. Il 19 agosto 1807 tornarono alla metropolia di Kalocsa, fino all'11 dicembre 1852 quando entrarono a far parte della provincia ecclesiastica di Zagabria.
Nel 1787 la diocesi si estese alla città di Fiume, che fino ad allora era appartenuta alla diocesi di Pola.
Il 27 luglio 1969 in forza della bolla Coetu instante di papa Paolo VI la diocesi di Segna fu unita aeque principaliter all'arcidiocesi di Fiume, mentre per la diocesi di Modruš l'unione alle stesse sedi fu estintiva; agli arcivescovi fu concesso il privilegio di aggiungere al proprio titolo quello di vescovi di Modruš.
Il 25 maggio 2000 fu separata da Fiume per formare la diocesi di Gospić-Segna; contestualmente Modruš divenne sede titolare.

## Cronotassi dei vescovi

### Vescovi di Segna
- Lorenzo † (inizi del V secolo)
- Massimino ? † (menzionato nel 451)
- Mireo † (prima del 1169 - dopo il 1185)
- Giovanni † (prima del 1200 - dopo il 1217)
- Borislao † (menzionato nel 1224)
- Giovanni † (menzionato nel 1240 circa)
- Filippo † (prima del 1247 - 27 marzo 1248 deceduto)
- Martino † (menzionato nel 1280)
- Nicola O. † (prima del 1303 - dopo il 1308)
- Giorgio † (? - circa 1332 deceduto)
- Giovanni, O.E.S.A. † (4 gennaio 1333 - 30 maggio 1348 nominato arcivescovo di Spalato)
- Prothiva de Longavilla, O.P. † (17 giugno 1349 - ? deceduto)
- Johannes Schrezenberger, O.F.M. † (28 luglio 1383 - ?)
- Enrico †
- Giovanni Cardinali † (17 luglio 1386 - 2 aprile 1392 deceduto)
- Leonardo Cardinali † (28 giugno 1392 - ? deceduto)
- Nicola † (22 marzo 1402 - ?)
- Thomas Winter, O.E.S.A. † (27 ottobre 1411 - ?) (antivescovo)
- Giovanni de Dominis † (26 novembre 1432 - 2 dicembre 1440 nominato vescovo di Gran Varadino)
- Nicola da Zara, O.P. † (4 maggio 1442 - 24 luglio 1443 nominato vescovo di Arbe)
- Andrea da Durazzo, O.F.M. † (24 luglio 1443 - ? deceduto)
- Nicola da Cattaro † (14 novembre 1457 - ? dimesso)[4]
- Marco da Fiume, O.E.S.A. † (4 luglio 1461 - 16 settembre 1464 nominato vescovo di Tenin)
- Paolo di Bosnia, O.F.M. † (20 dicembre 1464 - ? deceduto)
- Andrea Campana † (1º dicembre 1486 - 1497 deceduto)
- Michele Natalizi † (27 settembre 1497 - circa 1501 dimesso)
- Giacomo Biagioli † (28 aprile 1501 - 1513 deceduto)
  - Tamás Bakócz † (23 settembre 1513 - ? dimesso) (amministratore apostolico)
- Joannes † (? - circa 1520 deceduto)
- Franciscus Zsiykovich, O.F.M. † (7 gennaio 1521 - ? deceduto)
- Giovanni de Dominis † (1537 - ?)
- Franjo Josefić † (1541 - ? deceduto)
- Georgius Zsivkovich, O.F.M. † (7 febbraio 1560 - 1569 deceduto)
  - Nikola † (1570 - ? deceduto) (vescovo eletto)
- Georgius † (1577 - ? deceduto)
- Mihajlo Piperković, O.F.M. † (16 luglio 1584 - circa 1587 deceduto)
- Bonaventura Mancinello, O.F.M. † (25 maggio 1587 - circa 1589 deceduto)
- Antonio de Dominis † (1º ottobre 1593 - 1596 deceduto)
- Marco Antonio de Dominis † (13 agosto 1600 - 15 novembre 1602 nominato arcivescovo di Spalato)
- Marcello Marchesi † (7 gennaio 1605 - 1º agosto 1613 deceduto)
- Vincenzo Martena † (12 agosto 1613 - 1617 deceduto)
- Giovanni Battista Agatich, O.E.S.A. † (17 luglio 1617 - 1630 nominato vescovo di Segna e Modruš)

### Vescovi di Segna e Modruš
- Giovanni Battista Agatich, O.E.S.A. † (1630 - 1640[1] deceduto)
  - Sede vacante (1640-1644)
- Pietro Mariani † (18 aprile 1644 - 30 luglio 1665[2] deceduto)
  - Sede vacante (1665-1667)
- Ivan Smolianović † (22 agosto 1667 - 1677 deceduto)
- Hyacinthus Dimitri, O.P. † (13 gennaio 1681 - 5 luglio 1686 o 1689[2] deceduto)
- Sebastijan Glavinić † (8 maggio 1690 - 1697 o 1698 deceduto)
- Martin Brajković † (30 marzo 1699 - 14 gennaio 1704 nominato vescovo di Zagabria)
- Benedikt Bedeković † (10 marzo 1704 - 24 aprile 1712[3] deceduto)
- Ádám Ratkay † (26 settembre 1712 - luglio 1717 deceduto)
- Nikola Pohmajevich † (6 aprile 1718 - 9 febbraio 1730 deceduto)
- Giovanni Antonio Benzoni † (2 ottobre 1730 - 3 dicembre 1745 deceduto)
- Giorgio Volfango Chiolich † (18 aprile 1746 - 3 gennaio 1764 deceduto)
- Pio Manzador, B. † (26 novembre 1764 - 15 marzo 1773 nominato vescovo di Transilvania)
- Giovanni Battista Caballini † (15 marzo 1773 - 25 maggio 1782 deceduto)
  - Sede vacante (1782-1784)
- Aldrago Antonio de Piccardi † (31 agosto 1784 - 13 settembre 1789 deceduto)
- Giovanni Battista Jesich † (13 settembre 1789 succeduto - 6 maggio 1833 deceduto)
- Emerik Osegovich Barlabassevecz † (23 giugno 1834 - 8 gennaio 1869 deceduto)
- Vjenceslav Šoić † (8 gennaio 1869 succeduto - 21 settembre 1875 dimesso[5])
- Juraj Posilović † (26 giugno 1876 - 18 maggio 1894 nominato arcivescovo di Zagabria)
- Antun Maurović † (5 settembre 1895 - 8 febbraio 1908 deceduto)
  - Sede vacante (1908-1910)
- Roko Franjo Vučić † (24 maggio 1910 - 3 luglio 1914 deceduto)
- Josip Marušić † (16 giugno 1915 - 18 aprile 1930 deceduto)
  - Sede vacante (1930-1932)
- Ivan Starčević † (1º luglio 1932 - 24 novembre 1934 deceduto)
- Viktor Burić † (21 maggio 1935 - 20 agosto 1969 nominato arcivescovo di Fiume-Segna)

### Arcivescovi di Fiume-Segna
- Sede unita a Fiume (1969-2000)